# Georg Kronawitter

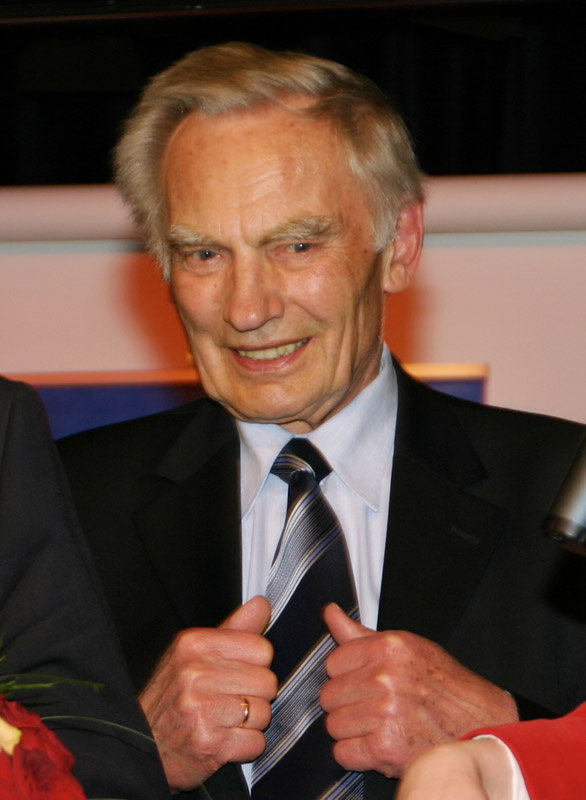
Georg Kronawitter (2008)

Georg Kronawitter (* 21. April 1928 in Oberthann; † 28. April 2016 in München) war ein deutscher Politiker (SPD). Er war von 1972 bis 1978 und von 1984 bis 1993 Oberbürgermeister von München.

## Leben
Nach dem Besuch der Volksschule und der Landwirtschaftlichen Berufsschule begann er 1944 eine Ausbildung an der Lehrerbildungsanstalt, die jedoch durch die Einberufung zum Arbeitsdienst im Zweiten Weltkrieg unterbrochen wurde. 1946 konnte er, nachdem er als Hilfsarbeiter tätig gewesen war, die Lehrerausbildung in München fortsetzen. 1952 holte er das Abitur nach. Anschließend studierte er an der Universität München Wirtschaftswissenschaften, Pädagogik und Soziologie. 1956 legte er das Staatsexamen als Diplomhandelslehrer ab.
Kronawitter war seit 1968 mit der ehemaligen Landtagsabgeordneten Hildegard Kronawitter verheiratet, mit der er zwei Kinder hatte. Er starb kurz nach seinem 88. Geburtstag an einer Lungenentzündung, die als Folge der Parkinson-Krankheit aufgetreten war. Seine letzte Ruhestätte fand Georg Kronawitter auf dem Münchener Ostfriedhof.

## Politik
Von 1966 bis 1972 war Georg Kronawitter Mitglied des Bayerischen Landtages und landwirtschaftspolitischer Sprecher der SPD-Fraktion. Als der damalige Münchener Oberbürgermeister, Hans-Jochen Vogel, nach Anfeindungen eine Kandidatur für eine weitere Amtszeit von 1972 bis 1978 ablehnte, wurde Kronawitter OB-Kandidat der SPD. Kurz nach seiner Wahl fanden in der Stadt die Olympischen Spiele statt.
Seine Amtszeit als Münchner Oberbürgermeister endete, als Kronawitter ebenfalls wegen innerparteilicher Streitigkeiten in der Münchner SPD 1978 nicht mehr zur Wahl antrat. Die SPD-Kandidatur übernahm der damalige Stadtkämmerer Max von Heckel, der dem CSU-Kandidaten Erich Kiesl unterlag. Nach der verlorenen Wahl gewann Kronawitter langsam wieder die Unterstützung seiner Partei. Bei der Oberbürgermeisterwahl 1984 setzte sich Kronawitter dann als Kandidat der SPD in einem energisch geführten Wahlkampf gegen Kiesl durch. In der Stichwahl siegte er mit 58,3 Prozent der Stimmen. Durch zwei Überläufer verlor die SPD 1987 allerdings ihre Mehrheit im Münchner Stadtrat. Kronawitter hatte in der Folge mit CSU-Fraktionschef Walter Zöller und dessen sogenannter „Gestaltungsmehrheit“ zu kämpfen. Kronawitter konnte sich trotzdem bei der Oberbürgermeisterwahl 1990 gegen Hans Klein (CSU) erneut durchsetzen. Zur Überraschung auch seiner eigenen Partei setzte er ein rot-grünes Rathausbündnis durch. Kronawitter baute seinen 2. Bürgermeister Christian Ude als Nachfolger auf und trat 1993 zurück. Ude gewann gegen seinen Mitbewerber Peter Gauweiler im ersten Wahlgang. Von 1994 bis 1998 war Kronawitter dann wieder Abgeordneter im Bayerischen Landtag. Er gewann dabei das Direktmandat im Stimmkreis München-Mitte.
Politisches Credo Kronawitters war es, dass die SPD nur eine Chance habe, wenn „sie dem unteren Drittel der Gesellschaft das Signal gibt, ihre Interessen zu vertreten.“ In dem Manifest „Rettet unsere Städte jetzt!“, das Kronawitter 1994 mit sieben weiteren Oberbürgermeistern verfasst hatte, forderte er „eine Großstadt kann aber nicht nur Lebensraum für Wohlhabende sein“. In seiner Amtszeit als Oberbürgermeister wurden über 120.000 Wohnungen neu gebaut. Neben dem Ausbau des Münchner Verkehrs- und Tarifverbunds waren die Errichtung des Kulturzentrums Gasteig und die Schaffung des Westparks Meilensteine in Kronawitters Amtszeit.
Kronawitter unterstützte maßgeblich das erfolgreiche Bürgerbegehren Initiative-Unser-München, in dem 2004 mit 50,8 Prozent Ja-Stimmen entschieden wurde, dass vorerst in München keine Hochhäuser gebaut werden dürfen, die die Türme der Frauenkirche (99 Meter) überragen. Die Wahlbeteiligung lag bei 21,9 %.

## Ehrungen

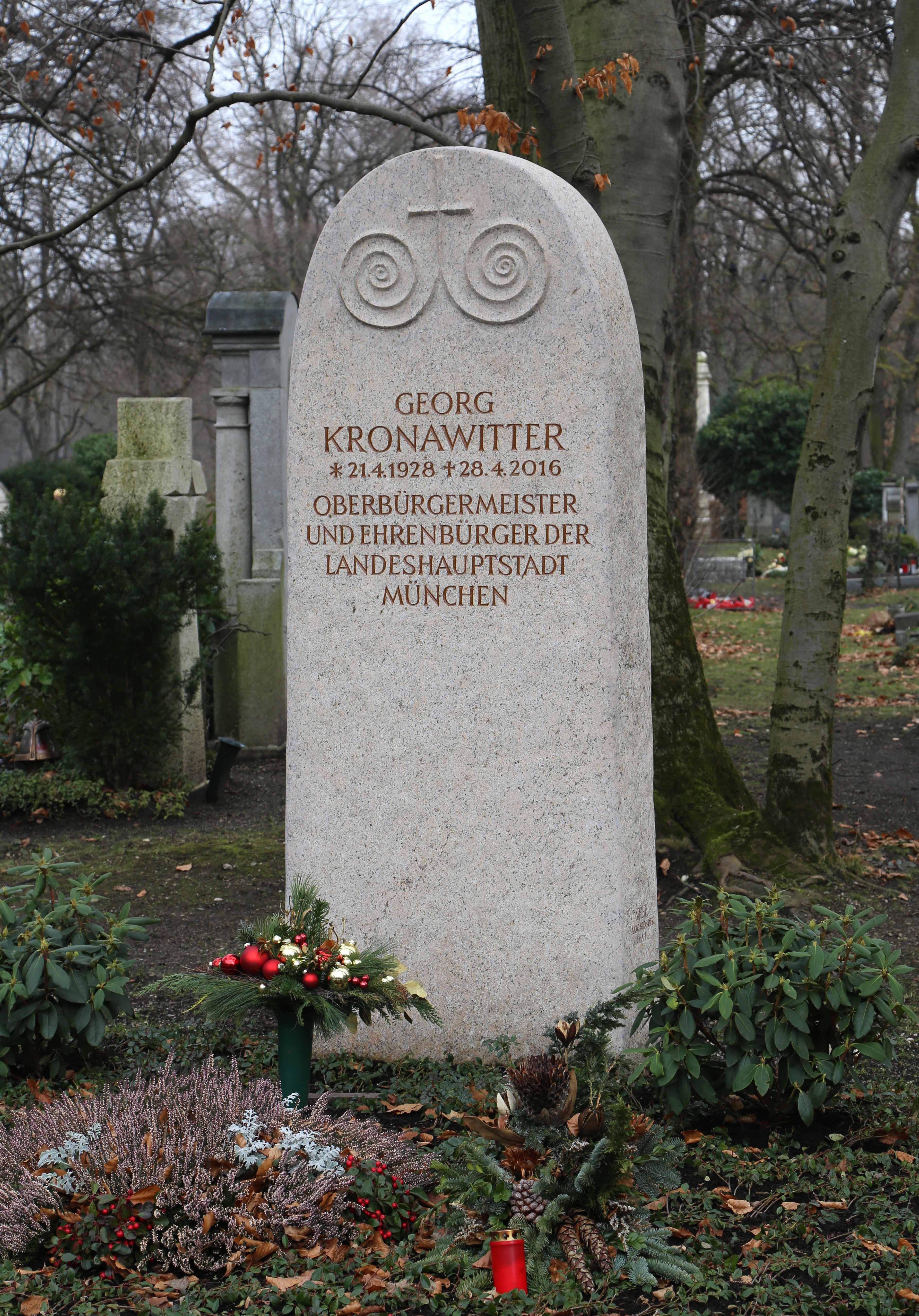
Georg Kronawitters Grab im Ostfriedhof München (Aufnahme: 27. Januar 2018)

Für seinen Einsatz für soziale Gerechtigkeit und ökologische Dimensionen der Stadtpolitik wurde Kronawitter 1993 zum Ehrenbürger der Stadt München ernannt. 1978 erhielt er die Ludwig-Thoma-Medaille für Mut und Zivilcourage und die Goldene Bürgermedaille der Landeshauptstadt München, 1997 den Bayerischen Verdienstorden.
2018 wurde ein Bereich zwischen Färbergraben und Fürstenfelder Straße auf Höhe der Passagen „Hofstatt“ und „Kaufinger Tor“
der um die Sattlerstraße
liegenden Freiflächen im Hackenviertel
der Münchner Altstadt „Georg-Kronawitter-Platz“ benannt.
Er war Ehrenmitglied beim FC Bayern München.

## Trivia
Von 2008 bis 30. April 2014 gab es einen Münchner Stadtrat der CSU namens Georg Kronawitter (geboren 1952). Er ist ein Neffe zweiten Grades des früheren Oberbürgermeisters.

## Veröffentlichungen
- Georg Kronawitter: München wird bleiben, was es ist: Die Weltstadt mit Herz. SPD-Unterbezirk, München 1973 DNB 577247751.
- Georg Kronawitter (Hrsg.): Rettet unsere Städte jetzt! – Das Manifest der Oberbürgermeister. Econ Verlag, München 1994, ISBN 978-3-43015680-6.
- Georg Kronawitter: Was ich denke. Goldmann Verlag, München 1996. ISBN 978-3-44212-614-9
- Georg Kronawitter: Mit aller Leidenschaft: 20 Jahre Politik für München. Buchendorfer Verlag, München 2001. ISBN 3-934036-45-7
- Georg Kronawitter: Mein eigener Weg: Erinnerungen und Anliegen. Volk Verlag, München 2014. ISBN 978-3-86222-156-1